# Милан Миланов
 Тази статия е за лекаря и политика.  За офицера вижте Милан Миланов (офицер).  
Милан Стоянов Миланов е български лекар и политик, заемал поста на заместник-председател на Столичен общински съвет от 2003 до 2007 година като представител на групата на Съюз на свободните демократи.

## Биография
Роден е на 29 септември 1945 г. в София. През 1973 г. завършва Медицински университет - София. Специализира анестезиология, интензивно лечение и спешна медицина, а по-късно и трансплантация в Европейския университет в Барселона. Бивш директор на института „Пирогов“. През периода 1991 – 1992 г. е заместник-министър на здравеопазването. На два пъти е заместник-председател на Българския лекарски съюз за общ период от 5 години (от 2012 до 2017 г.). Началник на Клиника по интензивно лечение при Университетска многопрофилна болница за активно лечение и спешна медицина „Николай Иванович Пирогов“.
Член е на Европейската асоциация по координация на трансплантацията, Световната и Европейската асоциации за спешна медицина. Член е на Европейските асоциации по анестезиология, по ентерално и парентерално хранене и е Национален координатор по донорство на Република България.
Носител е на орден „Стара планина“ – първа степен за заслугите му в областта на здравеопазването, медицинската наука и практика в Република България.
Умира на 14 юни 2023 г. в София.